# Partido Socialdemócrata de Andorra
El Partido Socialdemócrata de Andorra (PS) (en catalán: Partit Socialdemòcrata) es un partido político socialdemócrata de Andorra.

## Historia
En las elecciones del 4 de marzo de 2001 obtuvo el 28% de los votos, consiguiendo 6 de los 28 escaños. Su cabeza de lista fue Jaume Bartumeu.
El cofundador, Albert Salvadó, ocupó la presidencia del partido entre el 2000 y 2004, y fue consejero de Cultura de Andorra la Vieja entre 2003 y 2007.
Mejoró los resultados de 2001 en las elecciones de 2005, formó una coalición (L'Alternativa, junto con el GUPI y junto a otros independientes), donde se obtuvo un 37% de los votos, incrementando sus escaños hasta 12 de 28 (6 a nivel nacional y 6 a nivel parroquial), quedándose a 2 de la mayoría. Continuó como el principal partido de la oposición frente al gobernante, el Partido Liberal de Andorra.
En las elecciones celebradas en abril de 2009 el Partido Socialdemócrata repitió la coalición con el GUPI y con independientes, y consiguió ser la primera fuerza política, al obtener 14 diputados (justo el 50%) frente a los 11 del Partido liberal. Jaume Bartumeu fue investido presidente de Andorra (con el apoyo del partido Andorra por el Cambio, que tenía 2 escaños) y, todos los votos en contra del Partido Liberal (11 escaños). El partido socialdemócrata gobernaría en solitario, con los escaños justos.
En 2010 Andorra por el Cambio se sumó a los liberales y rechazó los presupuestos presentados por el Partido socialdemócrata, entonces se llegó a una situación de bloqueo político, ya que el PS tenía el 50% de los escaños y la oposición (liberales y ApC) el otro 50%. Se decidió entonces convocar elecciones anticipadas para el 2011.
En las elecciones de 2011, su porcentaje de voto cayó hasta el 35%, y el PS bajó 8 escaños. La victoria de Demòcrates per Andorra, (una coalición que aglutina a partidos como el Reformista y el Liberal), cerró la breve etapa de gobierno socialdemócrata de sólo dos años.
En las elecciones de 2015 el candidato a presidente fue Pere López Agràs. El PS concurrió junto a Los Verdes (ecologistas), junto a Iniciativa Ciudadana (Social-liberales) y junto a otros independientes. Esta alianza no surtió efecto y el PS obtuvo solo 3 escaños (bajó 3), y quedando como 3.º fuerza política.
En las elecciones de 2019 el PS ganó 7 escaños (su mejor resultado desde el 2009) volviendo a ser la 2.º fuerza y consiguiendo el 30% de los votos. 
Actualmente gobierna Escaldes-Endorgany.  

## Resultados electorales

### Consejo General de Andorra
| Elecciones                     | Cabeza de lista  | # de votos | %      | Posición | Escaños |
| ------------------------------ | ---------------- | ---------- | ------ | -------- | ------- |
| 2001                           | Jaume Bartumeu   | 3.083      | 28,7%  | 2.º      | 6/28    |
| 2005                           | Jaume Bartumeu   | 4.711      | 36,9%  | 2.º      | 12/28   |
| 2009                           | Jaume Bartumeu   | 6.610      | 45,0%  | 1.º      | 14/28   |
| 2011                           | Jaume Bartumeu   | 5.397      | 34,8%  | 2.º      | 6/28    |
| 2015                           | Pere López Agràs | 3.462      | 23,5%  | 3.º      | 3/28    |
| 2019                           | Pere López Agràs | 5.445      | 30,67% | 2.º      | 7/28    |
| 2023 (en coalición con el SPD) | Pere López Agràs | 4.036      | 21.1%  | 3.º      | 3/28    |

### Elecciones comunales
| Elecciones | # de votos | %      | Escaños |
| ---------- | ---------- | ------ | ------- |
| 2003       | 3.695      | 33,8%  | 21/82   |
| 2007       | 5.003      | 38,3%  | 29/86   |
| 2011       | 3.182      | 25,2%  | 8/86    |
| 2015       | 2.022      | 15,1%  | 5/80    |
| 2019       | 3.987      | 28,05% | 15/80   |
| 2023       | 5,689      | 37,92% | 24/80   |